# Leptolalax bidoupensis
Leptolalax bidoupensis es una especie de anfibio anuro de la familia Megophryidae.

## Distribución geográfica
Esta especie es endémica de Vietnam. Habita en la provincia de Lâm Đồng.
Su presencia es incierta en Laos.

## Descripción
Leptolalax bidoupensis mide de 24 a 30 mm. El dorso es de color marrón con manchas de color marrón oscuro.

## Etimología
Su nombre de especie, compuesto por bidoup y el sufijo latín -ensis, significa "que vive, que habita", y le fue dado en referencia al lugar de su descubrimiento, el parque nacional Bidoup Nui Ba.

## Publicación original
- Rowley, Le, Tran & Hoang, 2011 : A new species of Leptolalax (Anura: Megophryidae) from southern Vietnam. Zootaxa, n.º 2796, p. 15-28[4]